# Giora Eiland

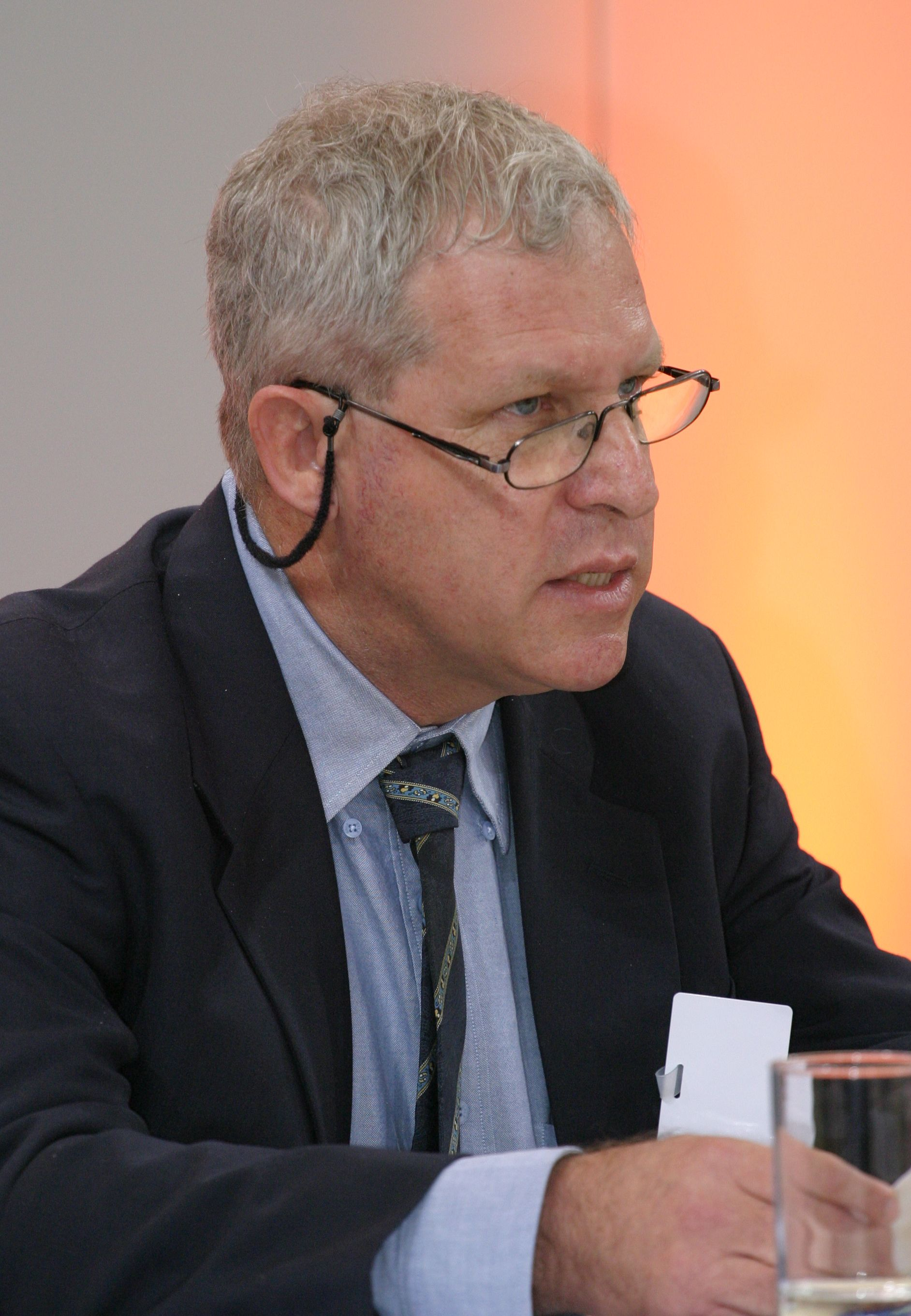
Giora Eiland auf der 40. Münchner Sicherheitskonferenz, 2004

Giora Eiland (hebräisch גיורא איילנד, * 1952 im Moschaw Kfar Hess, Israel) ist ein ehemaliger Generalmajor der Israelischen Verteidigungsstreitkräfte (IDF). Er war nationaler Sicherheitsberater Israels und ist „Senior Research Associate“ am israelischen „Institute for National Security Studies“.

## Militärische Karriere
Giora Eiland trat im Jahre 1970 in die israelische Armee ein und diente dort zunächst im Fallschirmjäger-Bataillon 890. Als Offizier nahm er 1973 am Jom-Kippur-Krieg teil, 1976 an der Operation zur Befreiung der Geiseln in Entebbe und an militärischen Einsätzen im Libanon, nämlich an der Operation Litani 1978 und am Libanonkrieg 1982.
Nach dem Krieg 1982 war Eiland zunächst in der Offiziersausbildung tätig. Nach einer Fortbildung in den USA wurde er im „Operations Directorate“ der Infanterie tätig, einem Planungsstab. In den Jahren 1990 bis 1993 kommandierte Eiland die Offiziersschule der Verteidigungsstreitkräfte sowie die Giv’ati-Brigade. 1999 wurde er Kommandeur des „Operations Directorate“ im Rang eines Brigadegenerals. In dieser Rolle war er für die Planungen des einseitigen militärischen Abzugs der IDF aus dem Libanon im Jahr 2000 verantwortlich, sowie für Einsatzplanungen zur Bekämpfung der Zweiten Intifada. 2001 übernahm er das „Planning Directorate“ der Armee, das er bis zum Ende seines aktiven Dienstes im Jahr 2003 leitete.
Im Jahr 2004 wurde Eiland von Ariel Sharon zum Vorsitzenden des Nationalen Sicherheitsrats Israels ernannt. In dieser Eigenschaft koordinierte er die Planungen zum Abzug Israels aus dem Gazastreifen. Weil er wie seine Vorgänger von den mangelnden Einflussmöglichkeiten auf die israelische Politik enttäuscht war, reichte er 2006 seinen Rücktritt ein und wurde vom ehemaligen stellvertretenden Chef des Mossad, Ilan Mitzrahi, abgelöst.
Im Jahre 2010 leitete Eiland die israelische Kommission zur Untersuchung des Ship-to-Gaza-Zwischenfalls.

## Positionen
Am 5. August 2014 rechtfertigte Eiland in einem Meinungsbeitrag für die englischsprachige Nachrichten-Website Ynetnews das harte Vorgehen der israelischen Armee gegen die palästinensische Zivilbevölkerung im Gaza-Streifen während des Gaza-Konflikts 2014. Gleichzeitig kritisierte er die offizielle israelische Haltung, nur gegen die Hamas zu kämpfen und gleichzeitig etwa humanitäre Hilfslieferungen an die palästinensische Bevölkerung zuzulassen. Seiner Meinung nach hätte Israel dem „palästinensischen Staat“ den Krieg erklären sollen und umfassender auch gegen zivile Ziele vorgehen sollen. Militärschläge gegen die Zivilbevölkerung seien zulässig, weil diese ja die Hamas gewählt habe. In diesem Zusammenhang verglich Eiland das israelische Vorgehen mit dem Vorgehen der Alliierten gegen die deutsche Zivilbevölkerung während des Zweiten Weltkrieges. Die Äußerungen Eilands stießen international auf massive Kritik.
Nach dem Terrorangriff der Hamas auf Israel am 7. Oktober 2023 und Israels Erklärung einer vollständigen, auch humanitären Blockade des Gazastreifens, erklärte Eiland, Israel müsse in Gaza ein humanitäres Desaster herbeiführen, um die dorthin entführten israelischen Geiseln frei zu bekommen. Dabei verglich er den Gazastreifen mit Nazi-Deutschland:
„Der Gazastreifen ähnelt stark dem Nazi-Deutschland während des Zweiten Weltkriegs, wo fast die gesamte Bevölkerung den Führer und seine Ideologie unterstützte. ... In einer Situation, in der es um Staat gegen Staat geht, kann man dem Feind keine humanitäre Hilfe leisten, auch von einem moralischen Standpunkt aus gesehen. Wer sind denn die ›alten Frauen‹ in Gaza? Es sind die Mütter und Großmütter der Hamas-Mitglieder, die die schrecklichen Verbrechen vom 7. Oktober begangen haben.“
Nach Beginn des israelischen Angriffs auf Gaza schrieb er unter anderem in der Zeitung Jedi’ot Acharonot, dass der Ausbruch von Seuchen in Gaza gut für Israel sei:
„Schließlich werden schwere Epidemien im Süden des Gazastreifens den Sieg näher bringen und die Zahl der Todesopfer unter den IDF-Soldaten verringern.“
Viele Aussagen Eilands wurden in der Anklageschrift von Südafrika gegen Israel beim Internationalen Gerichtshof Ende 2023 als Beweis dafür angeführt, dass Israel einen Genozid gegen die Bevölkerung des Gazastreifens plane.
Eiland gilt als Hauptvertreter des „Plans der Generäle“ (hebräisch תוכנית האלופים tochnit haalufim), der eine komplette ethnische Säuberung des nördlichen Gazastreifens vorsieht. Dieser erschien am 4. September 2024. Da Israel seit Eroberung des Netzarim-Korridors im November 2023 alle Grenzen dieses Territoriums kontrolliert, solle eine Blockade darüber verhängt werden; die Zivilisten sollten in den Süden des Gazastreifens evakuiert und die zurückbleibenden Militanten durch Aushungern zur Aufgabe gezwungen werden. In Israel wurde kein größerer Widerspruch dagegen laut.

## Veröffentlichungen
- Regional Alternatives to the Two-State Solution (2010, BESA)
- Regional Alternatives to the Two-State-Solution, Talk, Jerusalem Center for Strategic Affairs, 2010 (youtube)